# Broederlijk Delen
Broederlijk Delen is een Vlaamse christelijk geïnspireerde niet-gouvernementele organisatie voor ontwikkelingssamenwerking die zich inzet voor een waardig leven voor gemeenschappen op het platteland in Afrika en Latijns-Amerika. Vanuit een streven naar een duurzame wereld zonder ongelijkheid pleit de organisatie voor herverdeling en investeren in eigen plannen van de armste gemeenschappen in het Zuiden.

## Historiek
Broederlijk Delen werd in 1961 opgericht binnen Caritas Catholica als noodhulporganisatie naar aanleiding van de hongersnood in de Congolese Kasaïregio. De Rooms-Katholieke Kerk riep op om in de vastenperiode een gift te doen voor een volk in nood. Daarna evolueerde Broederlijk Delen naar een ngo die op een structurele manier aan ontwikkelingssamenwerking doet. Broederlijk Delen maakt sinds 1965 ook deel uit van de koepelorganisatie 11.11.11.
In 1995 begon Lieve Herijgers als educatief medewerker in regio Mechelen en vervoegde in 1998 de nationale campagnedienst. In 2011 werd ze de eerste vrouwelijk directeur van de organisatie.

## Werkwijze
In het Zuiden stelt Broederlijk Delen de plannen van de plaatselijke bevolking tegen ongelijkheid centraal. Om die plannen te realiseren, ondersteunt ze initiatieven van lokale organisaties. Zelf start ze geen projecten op. Broederlijk Delen werkt naar eigen zeggen samen met ongeveer 130 partnerorganisaties (2021). Er is betrokkenheid bij 13 landen: 6 landen in Afrika, 6 in Latijns-Amerika en Israël-Palestina.
Broederlijk Delen richt zich bij de aanpak van ongelijkheid op het platteland op drie thema's:
- Recht op voedsel
- Duurzaam beheer van natuurlijke rijkdommen
- Inspraak en vrede

In Vlaanderen doet de organisatie aan politiek werk en beleidsbeïnvloeding. Ook probeert ze te sensibiliseren en aan te zetten tot actie. Het hoogtepunt van hun jaarlijkse campagne is tijdens de vasten, de 40 dagen voor Pasen.